# Paris-Roubaix 2023
La 120e édition de Paris-Roubaix a lieu le 9 avril 2023. Elle fait partie du calendrier UCI World Tour 2023 en catégorie 1.UWT. Elle est remportée par le Néerlandais Mathieu van der Poel (Alpecin Deceuninck).

## Présentation

### Équipes
| WorldTeams (18)- AG2R Citroën Team - Alpecin-Deceuninck - Astana Qazaqstan Team - Bahrain Victorious - Bora-Hansgrohe - Cofidis - EF Education-EasyPost - Groupama-FDJ - Ineos Grenadiers - Intermarché-Circus-Wanty - Jumbo-Visma - Movistar Team - Soudal Quick-Step - Arkéa-Samsic - Team DSM - Team Jayco AlUla - Trek-Segafredo - UAE Team Emirates ProTeams (7)- Bingoal WB - TotalEnergies - Lotto Dstny - Israel-Premier Tech - Q36.5 Pro Cycling Team - Team Flanders-Baloise - Uno-X Pro Cycling Team |
| |

### Parcours

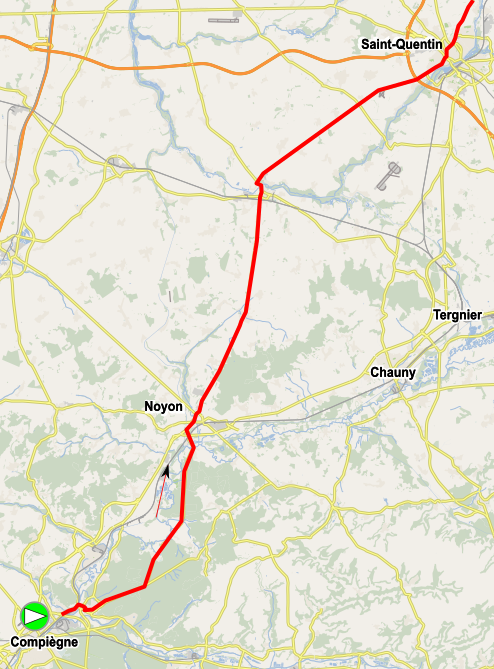
Première partie du parcours, secteurs pavés en vert.
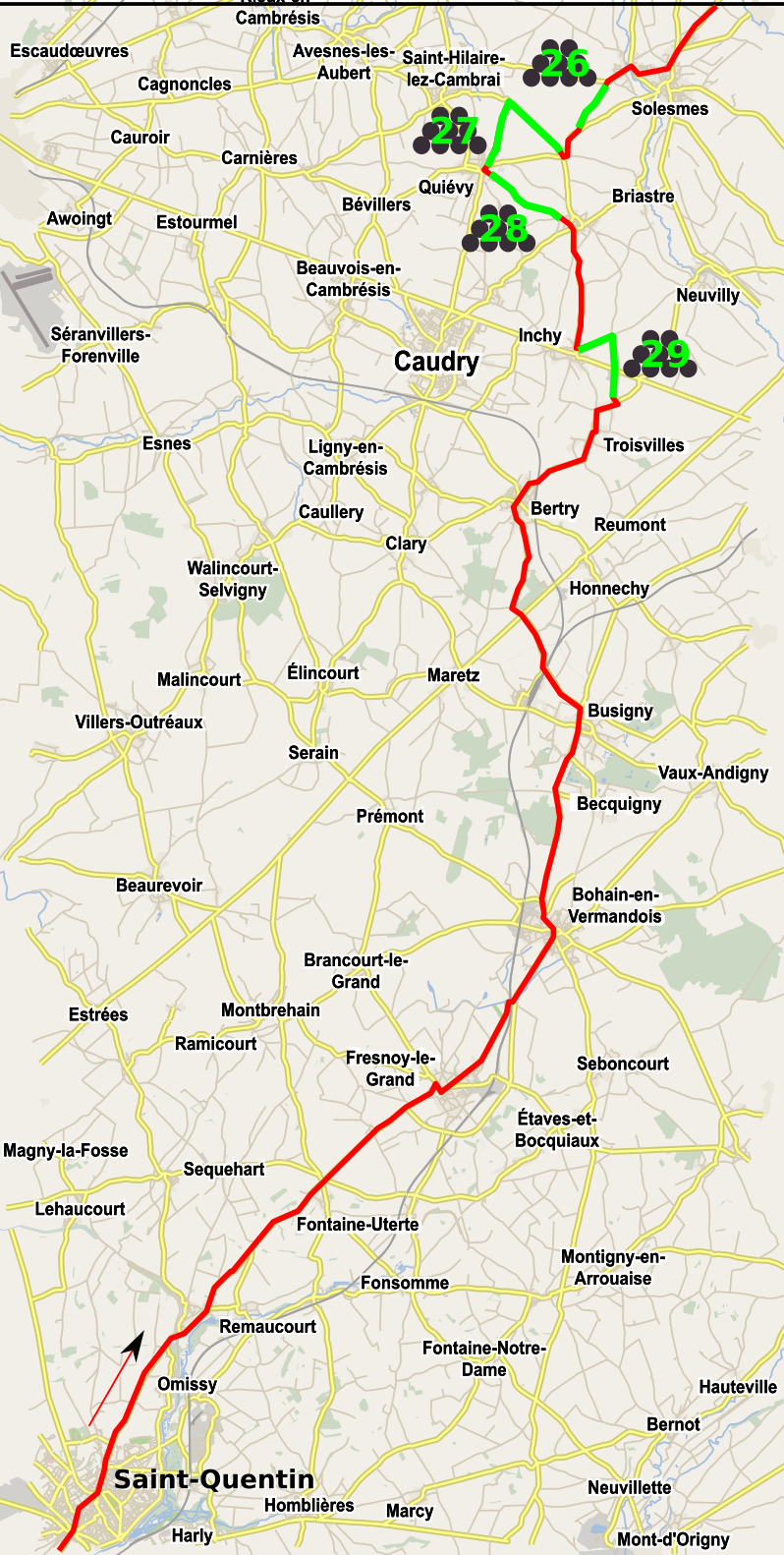
Parcours entre Saint-Quentin et Solesmes
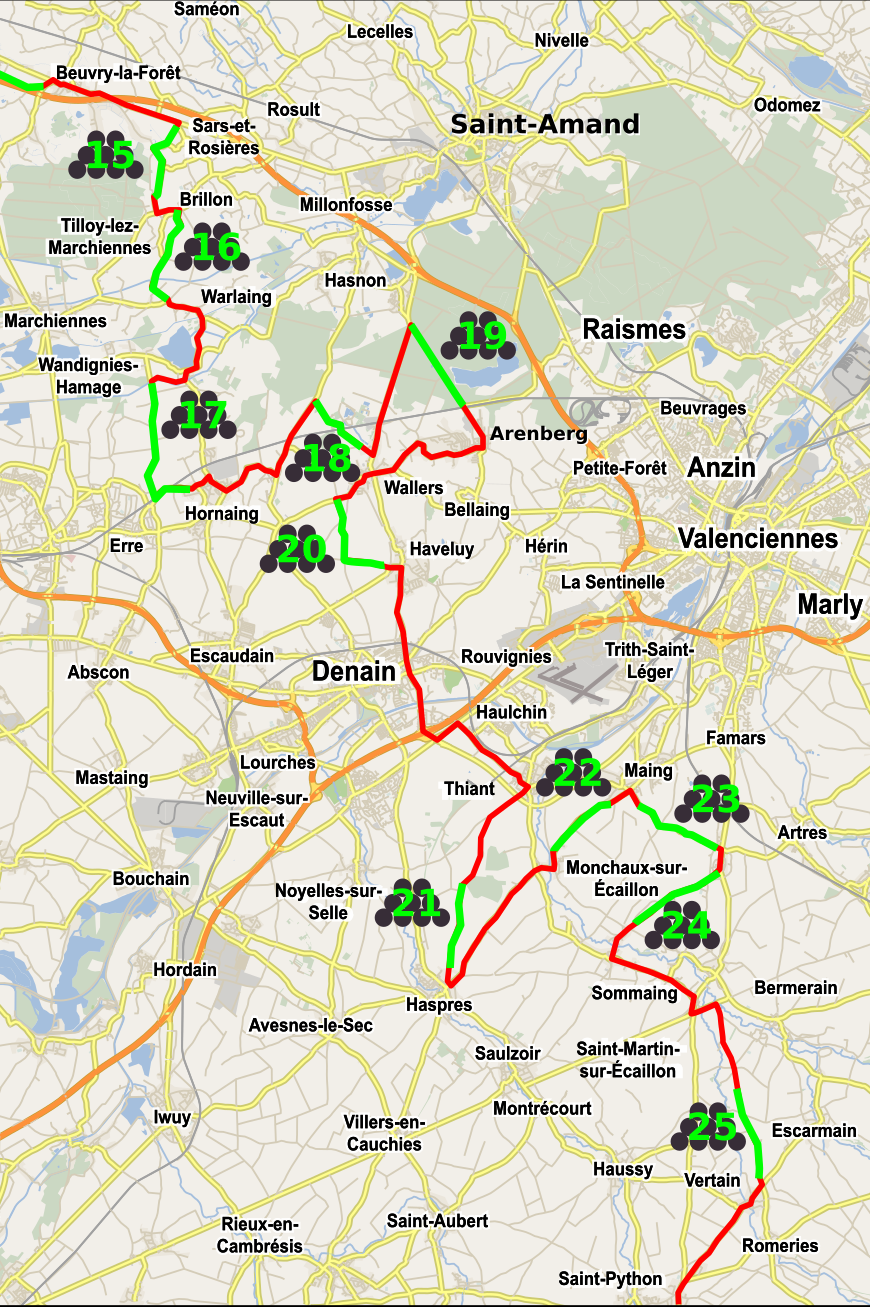
Parcours entre Solesmes et Orchies.
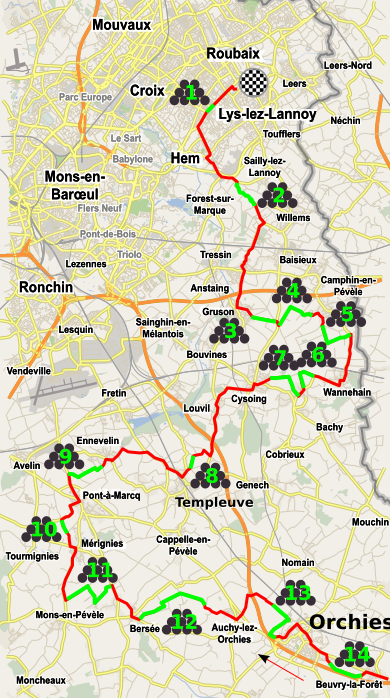
Parcours entre Orchies et Roubaix

#### Secteurs pavés
| Secteur | Kilomètre | Localisation                              | Longueur | Difficulté |
| ------- | --------- | ----------------------------------------- | -------- | ---------- |
| 29      | 96,3      | Troisvilles > Inchy                       | 2 200 m  | 02         |
| 28      | 102,8     | Viesly > Quiévy                           | 1 800 m  | 03         |
| 27      | 105,4     | Quiévy > Saint-Python                     | 3 700 m  | 04         |
| 26      | 110,1     | Saint-Python                              | 1 500 m  | 02         |
| 25      | ?         | Haussy                                    | 800 m    | 02         |
| 24      | ?         | Verchain-Maugré > Quérénaing              | 1 600 m  | 03         |
| 23      | ?         | Quérénaing > Maing                        | 2 500 m  | 03         |
| 22      | ?         | Maing > Monchaux-sur-Écaillon             | 1 600 m  | 03         |
| 21      | ?         | Haspres > Thiant                          | 1 700 m  | 03         |
| 20      | ?         | Haveluy > Wallers                         | 2 500 m  | 04         |
| 19      | ?         | Trouée d'Arenberg                         | 2 300 m  | 05         |
| 18      | ?         | Wallers > Hélesmes                        | 1 600 m  | 03         |
| 17      | ?         | Hornaing > Wandignies-Hamage              | 3 700 m  | 04         |
| 16      | ?         | Warlaing > Brillon                        | 2 400 m  | 03         |
| 15      | ?         | Tilloy-lez-Marchiennes > Sars-et-Rosières | 2 400 m  | 04         |
| 14      | ?         | Beuvry-la-Forêt > Orchies                 | 1 400 m  | 03         |
| 13      | ?         | Orchies                                   | 1 700 m  | 03         |
| 12      | ?         | Auchy-lez-Orchies > Bersée                | 2 700 m  | 04         |
| 11      | ?         | Mons-en-Pévèle                            | 3 000 m  | 05         |
| 10      | ?         | Mérignies > Avelin                        | 700 m    | 02         |
| 9       | ?         | Pont-Thibaut > Ennevelin                  | 1 400 m  | 03         |
| 8       | ?         | Templeuve - L'Épinette                    | 200 m    | 01         |
| 8       | ?         | Templeuve - Moulin-de-Vertain             | 500 m    | 02         |
| 7       | ?         | Cysoing > Bourghelles                     | 1 300 m  | 03         |
| 6       | ?         | Bourghelles > Wannehain                   | 1 100 m  | 03         |
| 5       | ?         | Camphin-en-Pévèle                         | 1 800 m  | 04         |
| 4       | ?         | Carrefour de l'Arbre                      | 2 100 m  | 05         |
| 3       | ?         | Gruson                                    | 1 100 m  | 02         |
| 2       | ?         | Willems > Hem                             | 1 400 m  | 03         |
| 1       | ?         | Roubaix (Espace Charles Crupelandt)       | 300 m    | 01         |
| Total   | Total     | Total                                     | 54 800 m | 54 800 m   |

### Favoris
En l'absence de Tadej Pogačar qui fait l'impasse sur cette édition, les deux grands favoris sont le Néerlandais Mathieu van der Poel (Alpecin Deceuninck), deuxième derrière  Pogačar au Tour des Flandres une semaine plus tôt et Wout van Aert, un peu moins efficace lors des côtes du Ronde, mais soutenu par une solide équipe Jumbo-Visma, comptant aussi dans ses rangs d'autres favoris ou outsiders comme Christophe Laporte et le vainqueur de l'édition précédente Dylan van Baarle. Les autres favoris ou outsiders sont le Danois Mads Pedersen (Trek Segafredo), impressionnant troisième lors du dernier Ronde, les équipiers de Soudal Quick-Step Kasper Asgreen, Yves Lampaert et le champion de France Florian Sénéchal, les Italiens Filippo Ganna (Ineos Grenadiers), Alberto Bettiol (EF Education) et Matteo Trentin (UAE Emirates), le Suisse Stefan Küng (Groupama FDJ), le Slovène Matej Mohorič (Bahrain Victorious) et l'Allemand Nils Politt (Bora Hansgrohe), deuxième en 2019.

## Récit de la course
À environ 173 kilomètres de l'arrivée, la première échappée importante et durable se compose de quatre hommes : Sjoerd Bax (UAE Emirates), Juri Hollmann (Movistar), Derek Gee (Israel Premier Tech) et Jonas Koch (Bora Hansgrohe). Mais le peloton ne laisse pas l'écart trop se creuser et ces quatre coureurs ne comptabilisent jamais beaucoup plus de deux minutes d'avance. Le premier fait marquant et important de l'épreuve se passe dans le secteur pavé n°20 (Haveluy à Wallers) à une centaine de kilomètres de Roubaix : sous l'impulsion de Wout van Aert, un groupe de contre-attaque de six hommes se forme. van Aert est accompagné de son équipier Christophe Laporte, de Mathieu van der Poel (Alpecin Deceuninck), de John Degenkolb (DSM), de Stefan Küng (Groupama FDJ) et du jeune Madis Mihkels (Intermarché Circus Gobert). Dans la Trouée d'Arenberg (secteur pavé n°19), une grosse chute dans le peloton met à terre et élimine plusieurs coureurs comme Dylan van Baarle, le vainqueur de 2022. À la sortie de la Trouée d'Arenberg, le groupe van Aert-van der Poel revient sur les trois rescapés de l'échappée matinale Hollmann, Koch et Bax et prend donc les commandes de la course mais a perdu Mihkels, lâché puis Laporte, victime d'une crevaison. Dans les kilomètres qui suivent, les sept coureurs de tête voient revenir sur eux Mads Pedersen (Trek Segafredo) à 91 km du terme puis cinq hommes, deux kilomètres plus loin, dans le secteur pavé n°18 : Filippo Ganna (Ineos Grenadiers), Max Walscheid (Cofidis), Laurenz Rex (Intermarché Circus Wanty), Jasper Philipsen et Gianni Vermeersch (Alpecin Deceuninck) formant ainsi un groupe de tête de treize hommes dont trois appartiennent au team Jumbo-Visma. Au fil des kilomètres et des secteurs pavés, le groupe d'attaquants perd quelques unités pour se retrouver à neuf à 49 kilomètres de l'arrivée : van aert, Küng, Ganna, van der Poel, Philipsen, Degenkolb, Pedersen, Walscheid et Rex puis à sept (sans Rex et Walscheid) au moment d'aborder le célèbre secteur pavé du Carrefour de l'Arbre, à 16 km de Roubaix. 
C'est dans ce secteur que le sort de la course va se décider. D'abord, une chute de Degenkolb, à la suite d'un contact fortuit avec van der Poel, met fin aux espoirs de l'Allemand. Ensuite van Aert attaque, lâche Mathieu van der Poel mais malheureusement le Belge crève à 500 mètres de la fin du secteur et cela permet donc au Néerlandais de revenir dans le sillage de van Aert. Dans les tout derniers mètres de ce secteur mythique, van der Poel lâche van Aert et lui prend quelques secondes. À la suite du changement de roue de Wout, il se fait rattraper par le groupe des poursuivants avec Küng, Pedersen, Ganna et Philipsen et doit donc laisser partir le Néerlandais qui file seul vers Roubaix. Il finit par s'imposer sur le vélodrome de Roubaix. Son équipier Jasper Philipsen réalise le doublé pour l'équipe Alpecin Deceuninck en réglant Wout van Aert au sprint pour la deuxième place. van der Poel remporte son quatrième Monument et le second de la saison après Milan-San Remo.
Avec une moyenne horaire de 46,84 km/h, il s'agit alors de l'édition la plus rapide de l'histoire (moyenne re-battue lors de l'édition suivante par Mathieu van der Poel).

## Classement final
| \| Classement général \| Classement général \| Classement général \| Classement général \| Classement général \| \| Coureur \| Coureur \| Pays \| Équipe \| Temps \| \| ------------------ \| -------------------- \| ------------------ \| ------------------------ \| ------------------ \| \| 1er \| Mathieu van der Poel \| Pays-Bas \| Alpecin-Deceuninck \| 5 h 28 min 41 s \| \| 2e \| Jasper Philipsen \| Belgique \| Alpecin-Deceuninck \| + 46 s \| \| 3e \| Wout van Aert \| Belgique \| Jumbo-Visma \| + 46 s \| \| 4e \| Mads Pedersen \| Danemark \| Trek-Segafredo \| + 50 s \| \| 5e \| Stefan Küng \| Suisse \| Groupama-FDJ \| + 50 s \| \| 6e \| Filippo Ganna \| Italie \| Ineos Grenadiers \| + 50 s \| \| 7e \| John Degenkolb \| Allemagne \| Team DSM \| + 2 min 35 s \| \| 8e \| Max Walscheid \| Allemagne \| Cofidis \| + 3 min 31 s \| \| 9e \| Laurenz Rex \| Belgique \| Intermarché-Circus-Wanty \| + 3 min 35 s \| \| 10e \| Christophe Laporte \| France \| Jumbo-Visma \| + 4 min 11 s \| \| 11e \| Gianni Vermeersch \| Belgique \| Alpecin-Deceuninck \| + 4 min 11 s \| \| 12e \| Florian Vermeersch \| Belgique \| Lotto Dstny \| + 4 min 11 s \| \| 13e \| Sjoerd Bax \| Pays-Bas \| UAE Team Emirates \| + 4 min 11 s \| \| 14e \| Nathan Van Hooydonck \| Belgique \| Jumbo-Visma \| + 4 min 11 s \| \| 15e \| Alexander Kristoff \| Norvège \| Uno-X Pro Cycling Team \| + 5 min 36 s \| \| 16e \| Sep Vanmarcke \| Belgique \| Israel-Premier Tech \| + 5 min 36 s \| \| 17e \| Mike Teunissen \| Pays-Bas \| Intermarché-Circus-Wanty \| + 5 min 36 s \| \| 18e \| Dries Van Gestel \| Belgique \| TotalEnergies \| + 5 min 36 s \| \| 19e \| Matteo Trentin \| Italie \| UAE Team Emirates \| + 5 min 36 s \| \| 20e \| Jasper Stuyven \| Belgique \| Trek-Segafredo \| + 5 min 36 s \| |                      |           |                          |                 |
| |                      |           |                          |                 |
| Source : ProCyclingStats |                      |           |                          |                 |
| Classement général |                      |           |                          |                 |
| Coureur | Coureur              | Pays      | Équipe                   | Temps           |
| 1er | Mathieu van der Poel | Pays-Bas  | Alpecin-Deceuninck       | 5 h 28 min 41 s |
| 2e | Jasper Philipsen     | Belgique  | Alpecin-Deceuninck       | + 46 s          |
| 3e | Wout van Aert        | Belgique  | Jumbo-Visma              | + 46 s          |
| 4e | Mads Pedersen        | Danemark  | Trek-Segafredo           | + 50 s          |
| 5e | Stefan Küng          | Suisse    | Groupama-FDJ             | + 50 s          |
| 6e | Filippo Ganna        | Italie    | Ineos Grenadiers         | + 50 s          |
| 7e | John Degenkolb       | Allemagne | Team DSM                 | + 2 min 35 s    |
| 8e | Max Walscheid        | Allemagne | Cofidis                  | + 3 min 31 s    |
| 9e | Laurenz Rex          | Belgique  | Intermarché-Circus-Wanty | + 3 min 35 s    |
| 10e | Christophe Laporte   | France    | Jumbo-Visma              | + 4 min 11 s    |
| 11e | Gianni Vermeersch    | Belgique  | Alpecin-Deceuninck       | + 4 min 11 s    |
| 12e | Florian Vermeersch   | Belgique  | Lotto Dstny              | + 4 min 11 s    |
| 13e | Sjoerd Bax           | Pays-Bas  | UAE Team Emirates        | + 4 min 11 s    |
| 14e | Nathan Van Hooydonck | Belgique  | Jumbo-Visma              | + 4 min 11 s    |
| 15e | Alexander Kristoff   | Norvège   | Uno-X Pro Cycling Team   | + 5 min 36 s    |
| 16e | Sep Vanmarcke        | Belgique  | Israel-Premier Tech      | + 5 min 36 s    |
| 17e | Mike Teunissen       | Pays-Bas  | Intermarché-Circus-Wanty | + 5 min 36 s    |
| 18e | Dries Van Gestel     | Belgique  | TotalEnergies            | + 5 min 36 s    |
| 19e | Matteo Trentin       | Italie    | UAE Team Emirates        | + 5 min 36 s    |
| 20e | Jasper Stuyven       | Belgique  | Trek-Segafredo           | + 5 min 36 s    |

### Classements UCI
La course attribue des points au classement mondial UCI 2023 selon le barème suivant :
| Position           | 1er | 2e  | 3e  | 4e  | 5e  | 6e  | 7e  | 8e  | 9e  | 10e | 11e | 12e | 13e | 14e | 15e | 16e à 20e | 21e à 30e | 31e à 50e | 51e à 55e | 56e à 60e |
| Classement général | 500 | 400 | 325 | 275 | 225 | 175 | 150 | 125 | 100 | 85  | 70  | 60  | 50  | 40  | 35  | 30        | 20        | 10        | 5         | 3         |

## Liste des participants
| Jumbo-Visma TJV | Jumbo-Visma TJV            | Jumbo-Visma TJV |
| --------------- | -------------------------- | --------------- |
| Num             | Coureur                    | Pos             |
| 1               | Dylan van Baarle (NED)     | AB              |
| 2               | Edoardo Affini (ITA)       | 111e            |
| 3               | Christophe Laporte (FRA)   | 10e             |
| 4               | Timo Roosen (NED)          | 91e             |
| 5               | Tim van Dijke (NED)        | 43e             |
| 6               | Nathan Van Hooydonck (BEL) | 14e             |
| 7               | Wout van Aert (BEL)        | 3e              |

| Groupama-FDJ GFC | Groupama-FDJ GFC      | Groupama-FDJ GFC |
| ---------------- | --------------------- | ---------------- |
| Num              | Coureur               | Pos              |
| 11               | Stefan Küng (SUI)     | 5e               |
| 12               | Lewis Askey (GBR)     | 25e              |
| 13               | Olivier Le Gac (FRA)  | 57e              |
| 14               | Fabian Lienhard (SUI) | 34e              |
| 15               | Miles Scotson (AUS)   | 56e              |
| 16               | Jake Stewart (GBR)    | AB               |
| 17               | Samuel Watson (GBR)   | 121e             |

| Alpecin-Deceuninck ADC | Alpecin-Deceuninck ADC     | Alpecin-Deceuninck ADC |
| ---------------------- | -------------------------- | ---------------------- |
| Num                    | Coureur                    | Pos                    |
| 21                     | Mathieu van der Poel (NED) | 1er                    |
| 22                     | Silvan Dillier (SUI)       | 42e                    |
| 23                     | Michael Gogl (AUT)         | 123e                   |
| 24                     | Kaden Groves (AUS)         | 31e                    |
| 25                     | Jasper Philipsen (BEL)     | 2e                     |
| 26                     | Jonas Rickaert (BEL)       | 48e                    |
| 27                     | Gianni Vermeersch (BEL)    | 11e                    |

| Bahrain Victorious TBV | Bahrain Victorious TBV | Bahrain Victorious TBV |
| ---------------------- | ---------------------- | ---------------------- |
| Num                    | Coureur                | Pos                    |
| 31                     | Matej Mohorič (SLO)    | 29e                    |
| 32                     | Kamil Gradek (POL)     | AB                     |
| 33                     | Fran Miholjević (CRO)  | 134e                   |
| 34                     | Jonathan Milan (ITA)   | AB                     |
| 35                     | Andrea Pasqualon (ITA) | 41e                    |
| 36                     | Dušan Rajović (SRB)    | AB                     |
| 37                     | Fred Wright (GBR)      | AB                     |

| Ineos Grenadiers IGD | Ineos Grenadiers IGD   | Ineos Grenadiers IGD |
| -------------------- | ---------------------- | -------------------- |
| Num                  | Coureur                | Pos                  |
| 41                   | Filippo Ganna (ITA)    | 6e                   |
| 42                   | Kim Heiduk (GER)       | 96e                  |
| 43                   | Luke Rowe (GBR)        | 127e                 |
| 44                   | Magnus Sheffield (USA) | 92e                  |
| 45                   | Connor Swift (GBR)     | 68e                  |
| 46                   | Joshua Tarling (GBR)   | HD                   |
| 47                   | Cameron Wurf (AUS)     | 128e                 |

| Trek-Segafredo TFS | Trek-Segafredo TFS          | Trek-Segafredo TFS |
| ------------------ | --------------------------- | ------------------ |
| Num                | Coureur                     | Pos                |
| 51                 | Mads Pedersen (DEN)         | 4e                 |
| 52                 | Daan Hoole (NED)            | 49e                |
| 53                 | Alex Kirsch (LUX)           | 87e                |
| 54                 | Emīls Liepiņš (LAT) (route) | 105e               |
| 55                 | Jasper Stuyven (BEL)        | 20e                |
| 56                 | Edward Theuns (BEL)         | 73e                |
| 57                 | Mathias Vacek (CZE)         | 67e                |

| Soudal Quick-Step SOQ | Soudal Quick-Step SOQ          | Soudal Quick-Step SOQ |
| --------------------- | ------------------------------ | --------------------- |
| Num                   | Coureur                        | Pos                   |
| 61                    | Kasper Asgreen (DEN)           | AB                    |
| 62                    | Davide Ballerini (ITA)         | AB                    |
| 63                    | Tim Declercq (BEL)             | 53e                   |
| 64                    | Yves Lampaert (BEL)            | 24e                   |
| 65                    | Tim Merlier (BEL) (route)      | 23e                   |
| 66                    | Florian Sénéchal (FRA) (route) | 63e                   |
| 67                    | Bert Van Lerberghe (BEL)       | AB                    |

| Bora-Hansgrohe BOH | Bora-Hansgrohe BOH        | Bora-Hansgrohe BOH |
| ------------------ | ------------------------- | ------------------ |
| Num                | Coureur                   | Pos                |
| 71                 | Nils Politt (GER) (route) | 35e                |
| 72                 | Shane Archbold (NZL)      | AB                 |
| 73                 | Patrick Gamper (AUT)      | 60e                |
| 74                 | Marco Haller (AUT)        | 80e                |
| 75                 | Jonas Koch (GER)          | 109e               |
| 76                 | Jordi Meeus (BEL)         | 112e               |
| 77                 | Ryan Mullen (IRL)         | 116e               |

| Lotto Dstny LTD | Lotto Dstny LTD          | Lotto Dstny LTD |
| --------------- | ------------------------ | --------------- |
| Num             | Coureur                  | Pos             |
| 81              | Florian Vermeersch (BEL) | 12e             |
| 82              | Cédric Beullens (BEL)    | 27e             |
| 83              | Arnaud De Lie (BEL)      | 50e             |
| 85              | Frederik Frison (BEL)    | AB              |
| 86              | Sébastien Grignard (BEL) | AB              |
| 87              | Liam Slock (BEL)         | 58e             |
| 88              | Brent Van Moer (BEL)     | 54e             |

| Team DSM DSM | Team DSM DSM               | Team DSM DSM |
| ------------ | -------------------------- | ------------ |
| Num          | Coureur                    | Pos          |
| 91           | John Degenkolb (GER)       | 7e           |
| 92           | Tobias Lund Andresen (DEN) | AB           |
| 93           | Pavel Bittner (CZE)        | AB           |
| 94           | Alberto Dainese (ITA)      | 77e          |
| 95           | Nils Eekhoff (NED)         | 86e          |
| 96           | Tim Naberman (NED)         | 76e          |
| 97           | Sam Welsford (AUS)         | 132e         |

| AG2R Citroën Team ACT | AG2R Citroën Team ACT   | AG2R Citroën Team ACT |
| --------------------- | ----------------------- | --------------------- |
| Num                   | Coureur                 | Pos                   |
| 101                   | Greg Van Avermaet (BEL) | 37e                   |
| 102                   | Stan Dewulf (BEL)       | 104e                  |
| 103                   | Pierre Gautherat (FRA)  | 83e                   |
| 104                   | Oliver Naesen (BEL)     | 66e                   |
| 105                   | Antoine Raugel (FRA)    | 90e                   |
| 106                   | Michael Schär (SUI)     | 69e                   |
| 107                   | Damien Touzé (FRA)      | 107e                  |

| TotalEnergies TEN | TotalEnergies TEN          | TotalEnergies TEN |
| ----------------- | -------------------------- | ----------------- |
| Num               | Coureur                    | Pos               |
| 111               | Peter Sagan (SVK) (route)  | AB                |
| 112               | Edvald Boasson Hagen (NOR) | 126e              |
| 113               | Maciej Bodnar (POL)        | AB                |
| 114               | Daniel Oss (ITA)           | AB                |
| 115               | Geoffrey Soupe (FRA)       | 129e              |
| 116               | Anthony Turgis (FRA)       | 74e               |
| 117               | Dries Van Gestel (BEL)     | 18e               |

| Israel-Premier Tech IPT | Israel-Premier Tech IPT      | Israel-Premier Tech IPT |
| ----------------------- | ---------------------------- | ----------------------- |
| Num                     | Coureur                      | Pos                     |
| 121                     | Sep Vanmarcke (BEL)          | 16e                     |
| 122                     | Guillaume Boivin (CAN)       | 45e                     |
| 123                     | Itamar Einhorn (ISR) (route) | 124e                    |
| 124                     | Derek Gee (CAN)              | 135e                    |
| 125                     | Jens Reynders (BEL)          | 119e                    |
| 126                     | Tom Van Asbroeck (BEL)       | 30e                     |
| 127                     | Rick Zabel (GER)             | 64e                     |

| Arkéa-Samsic ARK | Arkéa-Samsic ARK      | Arkéa-Samsic ARK |
| ---------------- | --------------------- | ---------------- |
| Num              | Coureur               | Pos              |
| 131              | Matîs Louvel (FRA)    | 47e              |
| 132              | Jenthe Biermans (BEL) | 51e              |
| 133              | David Dekker (NED)    | 110e             |
| 134              | Hugo Hofstetter (FRA) | 78e              |
| 135              | Daniel McLay (GBR)    | AB               |
| 136              | Luca Mozzato (ITA)    | 21e              |
| 137              | Clément Russo (FRA)   | AB               |

| UAE Team Emirates UAD | UAE Team Emirates UAD      | UAE Team Emirates UAD |
| --------------------- | -------------------------- | --------------------- |
| Num                   | Coureur                    | Pos                   |
| 141                   | Matteo Trentin (ITA)       | 19e                   |
| 142                   | Pascal Ackermann (GER)     | AB                    |
| 143                   | Rui Oliveira (POR)         | 52e                   |
| 144                   | Sjoerd Bax (NED)           | 13e                   |
| 145                   | Mikkel Bjerg (DEN)         | 40e                   |
| 146                   | Ryan Gibbons (RSA)         | 88e                   |
| 147                   | Vegard Stake Laengen (NOR) | 44e                   |

| Cofidis COF | Cofidis COF            | Cofidis COF |
| ----------- | ---------------------- | ----------- |
| Num         | Coureur                | Pos         |
| 151         | Max Walscheid (GER)    | 8e          |
| 152         | Piet Allegaert (BEL)   | AB          |
| 153         | André Carvalho (POR)   | 94e         |
| 154         | Wesley Kreder (NED)    | 61e         |
| 155         | Christophe Noppe (BEL) | 95e         |
| 156         | Alexis Renard (FRA)    | 28e         |
| 157         | Jelle Wallays (BEL)    | 93e         |

| Team Jayco AlUla JAY | Team Jayco AlUla JAY    | Team Jayco AlUla JAY |
| -------------------- | ----------------------- | -------------------- |
| Num                  | Coureur                 | Pos                  |
| 161                  | Zdeněk Štybar (CZE)     | 79e                  |
| 162                  | Alexandre Balmer (SUI)  | 106e                 |
| 163                  | Luke Durbridge (AUS)    | 100e                 |
| 164                  | Kelland O'Brien (AUS)   | AB                   |
| 165                  | Lukas Pöstlberger (AUT) | AB                   |
| 166                  | Elmar Reinders (NED)    | 75e                  |
| 167                  | Campbell Stewart (NZL)  | AB                   |

| Uno-X Pro Cycling Team UXT | Uno-X Pro Cycling Team UXT  | Uno-X Pro Cycling Team UXT |
| -------------------------- | --------------------------- | -------------------------- |
| Num                        | Coureur                     | Pos                        |
| 171                        | Alexander Kristoff (NOR)    | 15e                        |
| 172                        | Louis Bendixen (DEN)        | 98e                        |
| 173                        | Kristoffer Halvorsen (NOR)  | AB                         |
| 174                        | William Blume Levy (DEN)    | 122e                       |
| 175                        | Erik Nordsæter Resell (NOR) | 55e                        |
| 176                        | Rasmus Tiller (NOR) (route) | 46e                        |
| 177                        | Søren Wærenskjold (NOR)     | 22e                        |

| Movistar Team MOV | Movistar Team MOV         | Movistar Team MOV |
| ----------------- | ------------------------- | ----------------- |
| Num               | Coureur                   | Pos               |
| 181               | Iván García Cortina (ESP) | 32e               |
| 182               | Juri Hollmann (GER)       | 82e               |
| 183               | Johan Jacobs (SUI)        | 133e              |
| 184               | Mathias Norsgaard (DEN)   | 65e               |
| 185               | Oier Lazkano (ESP)        | 102e              |
| 186               | Lluís Mas (ESP)           | AB                |
| 187               | Iván Romeo (ESP)          | AB                |

| Intermarché-Circus-Wanty ICW | Intermarché-Circus-Wanty ICW | Intermarché-Circus-Wanty ICW |
| ---------------------------- | ---------------------------- | ---------------------------- |
| Num                          | Coureur                      | Pos                          |
| 191                          | Mike Teunissen (NED)         | 17e                          |
| 192                          | Dries De Pooter (BEL)        | 38e                          |
| 193                          | Julius Johansen (DEN)        | 71e                          |
| 194                          | Madis Mihkels (EST)          | 114e                         |
| 195                          | Baptiste Planckaert (BEL)    | AB                           |
| 196                          | Laurenz Rex (BEL)            | 9e                           |
| 197                          | Gerben Thijssen (BEL)        | 70e                          |

| EF Education-EasyPost EFE | EF Education-EasyPost EFE | EF Education-EasyPost EFE |
| ------------------------- | ------------------------- | ------------------------- |
| Num                       | Coureur                   | Pos                       |
| 201                       | Jens Keukeleire (BEL)     | 62e                       |
| 202                       | Owain Doull (GBR)         | 59e                       |
| 203                       | Jonas Rutsch (GER)        | 33e                       |
| 204                       | Thomas Scully (NZL)       | 101e                      |
| 205                       | James Shaw (GBR)          | AB                        |
| 206                       | Marijn van den Berg (NED) | 72e                       |
| 207                       | Julius van den Berg (NED) | 84e                       |

| Astana Qazaqstan Team AST | Astana Qazaqstan Team AST | Astana Qazaqstan Team AST |
| ------------------------- | ------------------------- | ------------------------- |
| Num                       | Coureur                   | Pos                       |
| 211                       | Gianni Moscon (ITA)       | 36e                       |
| 212                       | Cees Bol (NED)            | 131e                      |
| 213                       | Igor Chzhan (KAZ) (route) | AB                        |
| 214                       | Yevgeniy Fedorov (KAZ)    | 26e                       |
| 215                       | Dmitriy Gruzdev (KAZ)     | 97e                       |
| 216                       | Martin Laas (EST)         | AB                        |
| 217                       | Gleb Syritsa              | 117e                      |

| Q36.5 Pro Cycling Team Q36 | Q36.5 Pro Cycling Team Q36 | Q36.5 Pro Cycling Team Q36 |
| -------------------------- | -------------------------- | -------------------------- |
| Num                        | Coureur                    | Pos                        |
| 221                        | Tom Devriendt (BEL)        | 85e                        |
| 222                        | Jack Bauer (NZL)           | 115e                       |
| 223                        | Filippo Colombo (SUI)      | AB                         |
| 224                        | Tobias Ludvigsson (SWE)    | AB                         |
| 225                        | Matteo Moschetti (ITA)     | AB                         |
| 226                        | Antonio Puppio (ITA)       | 108e                       |
| 227                        | Nickolas Zukowsky (CAN)    | 125e                       |

| Bingoal WB BWB | Bingoal WB BWB                 | Bingoal WB BWB |
| -------------- | ------------------------------ | -------------- |
| Num            | Coureur                        | Pos            |
| 231            | Ludovic Robeet (BEL)           | 99e            |
| 232            | Dorian De Maeght (BEL)         | HD             |
| 233            | Cériel Desal (BEL)             | 120e           |
| 234            | Karl Patrick Lauk (EST)        | HD             |
| 235            | Alexander Salby (DEN)          | AB             |
| 236            | Nathan Vandepitte (FRA)        | 130e           |
| 237            | Guillaume Van Keirsbulck (BEL) | 39e            |

| Team Flanders-Baloise TFB | Team Flanders-Baloise TFB | Team Flanders-Baloise TFB |
| ------------------------- | ------------------------- | ------------------------- |
| Num                       | Coureur                   | Pos                       |
| 241                       | Lindsay De Vylder (BEL)   | AB                        |
| 242                       | Ruben Apers (BEL)         | 81e                       |
| 243                       | Alex Colman (BEL)         | AB                        |
| 244                       | Sander De Pestel (BEL)    | 89e                       |
| 245                       | Gilles De Wilde (BEL)     | 103e                      |
| 246                       | Milan Fretin (BEL)        | 118e                      |
| 247                       | Ward Vanhoof (BEL)        | 113e                      |

| Jumbo-Visma TJV | Jumbo-Visma TJV            | Jumbo-Visma TJV |
| --------------- | -------------------------- | --------------- |
| Num             | Coureur                    | Pos             |
| 1               | Dylan van Baarle (NED)     | AB              |
| 2               | Edoardo Affini (ITA)       | 111e            |
| 3               | Christophe Laporte (FRA)   | 10e             |
| 4               | Timo Roosen (NED)          | 91e             |
| 5               | Tim van Dijke (NED)        | 43e             |
| 6               | Nathan Van Hooydonck (BEL) | 14e             |
| 7               | Wout van Aert (BEL)        | 3e              |

| Groupama-FDJ GFC | Groupama-FDJ GFC      | Groupama-FDJ GFC |
| ---------------- | --------------------- | ---------------- |
| Num              | Coureur               | Pos              |
| 11               | Stefan Küng (SUI)     | 5e               |
| 12               | Lewis Askey (GBR)     | 25e              |
| 13               | Olivier Le Gac (FRA)  | 57e              |
| 14               | Fabian Lienhard (SUI) | 34e              |
| 15               | Miles Scotson (AUS)   | 56e              |
| 16               | Jake Stewart (GBR)    | AB               |
| 17               | Samuel Watson (GBR)   | 121e             |

| Alpecin-Deceuninck ADC | Alpecin-Deceuninck ADC     | Alpecin-Deceuninck ADC |
| ---------------------- | -------------------------- | ---------------------- |
| Num                    | Coureur                    | Pos                    |
| 21                     | Mathieu van der Poel (NED) | 1er                    |
| 22                     | Silvan Dillier (SUI)       | 42e                    |
| 23                     | Michael Gogl (AUT)         | 123e                   |
| 24                     | Kaden Groves (AUS)         | 31e                    |
| 25                     | Jasper Philipsen (BEL)     | 2e                     |
| 26                     | Jonas Rickaert (BEL)       | 48e                    |
| 27                     | Gianni Vermeersch (BEL)    | 11e                    |

| Bahrain Victorious TBV | Bahrain Victorious TBV | Bahrain Victorious TBV |
| ---------------------- | ---------------------- | ---------------------- |
| Num                    | Coureur                | Pos                    |
| 31                     | Matej Mohorič (SLO)    | 29e                    |
| 32                     | Kamil Gradek (POL)     | AB                     |
| 33                     | Fran Miholjević (CRO)  | 134e                   |
| 34                     | Jonathan Milan (ITA)   | AB                     |
| 35                     | Andrea Pasqualon (ITA) | 41e                    |
| 36                     | Dušan Rajović (SRB)    | AB                     |
| 37                     | Fred Wright (GBR)      | AB                     |

| Ineos Grenadiers IGD | Ineos Grenadiers IGD   | Ineos Grenadiers IGD |
| -------------------- | ---------------------- | -------------------- |
| Num                  | Coureur                | Pos                  |
| 41                   | Filippo Ganna (ITA)    | 6e                   |
| 42                   | Kim Heiduk (GER)       | 96e                  |
| 43                   | Luke Rowe (GBR)        | 127e                 |
| 44                   | Magnus Sheffield (USA) | 92e                  |
| 45                   | Connor Swift (GBR)     | 68e                  |
| 46                   | Joshua Tarling (GBR)   | HD                   |
| 47                   | Cameron Wurf (AUS)     | 128e                 |

| Trek-Segafredo TFS | Trek-Segafredo TFS          | Trek-Segafredo TFS |
| ------------------ | --------------------------- | ------------------ |
| Num                | Coureur                     | Pos                |
| 51                 | Mads Pedersen (DEN)         | 4e                 |
| 52                 | Daan Hoole (NED)            | 49e                |
| 53                 | Alex Kirsch (LUX)           | 87e                |
| 54                 | Emīls Liepiņš (LAT) (route) | 105e               |
| 55                 | Jasper Stuyven (BEL)        | 20e                |
| 56                 | Edward Theuns (BEL)         | 73e                |
| 57                 | Mathias Vacek (CZE)         | 67e                |

| Soudal Quick-Step SOQ | Soudal Quick-Step SOQ          | Soudal Quick-Step SOQ |
| --------------------- | ------------------------------ | --------------------- |
| Num                   | Coureur                        | Pos                   |
| 61                    | Kasper Asgreen (DEN)           | AB                    |
| 62                    | Davide Ballerini (ITA)         | AB                    |
| 63                    | Tim Declercq (BEL)             | 53e                   |
| 64                    | Yves Lampaert (BEL)            | 24e                   |
| 65                    | Tim Merlier (BEL) (route)      | 23e                   |
| 66                    | Florian Sénéchal (FRA) (route) | 63e                   |
| 67                    | Bert Van Lerberghe (BEL)       | AB                    |

| Bora-Hansgrohe BOH | Bora-Hansgrohe BOH        | Bora-Hansgrohe BOH |
| ------------------ | ------------------------- | ------------------ |
| Num                | Coureur                   | Pos                |
| 71                 | Nils Politt (GER) (route) | 35e                |
| 72                 | Shane Archbold (NZL)      | AB                 |
| 73                 | Patrick Gamper (AUT)      | 60e                |
| 74                 | Marco Haller (AUT)        | 80e                |
| 75                 | Jonas Koch (GER)          | 109e               |
| 76                 | Jordi Meeus (BEL)         | 112e               |
| 77                 | Ryan Mullen (IRL)         | 116e               |

| Lotto Dstny LTD | Lotto Dstny LTD          | Lotto Dstny LTD |
| --------------- | ------------------------ | --------------- |
| Num             | Coureur                  | Pos             |
| 81              | Florian Vermeersch (BEL) | 12e             |
| 82              | Cédric Beullens (BEL)    | 27e             |
| 83              | Arnaud De Lie (BEL)      | 50e             |
| 85              | Frederik Frison (BEL)    | AB              |
| 86              | Sébastien Grignard (BEL) | AB              |
| 87              | Liam Slock (BEL)         | 58e             |
| 88              | Brent Van Moer (BEL)     | 54e             |

| Team DSM DSM | Team DSM DSM               | Team DSM DSM |
| ------------ | -------------------------- | ------------ |
| Num          | Coureur                    | Pos          |
| 91           | John Degenkolb (GER)       | 7e           |
| 92           | Tobias Lund Andresen (DEN) | AB           |
| 93           | Pavel Bittner (CZE)        | AB           |
| 94           | Alberto Dainese (ITA)      | 77e          |
| 95           | Nils Eekhoff (NED)         | 86e          |
| 96           | Tim Naberman (NED)         | 76e          |
| 97           | Sam Welsford (AUS)         | 132e         |

| AG2R Citroën Team ACT | AG2R Citroën Team ACT   | AG2R Citroën Team ACT |
| --------------------- | ----------------------- | --------------------- |
| Num                   | Coureur                 | Pos                   |
| 101                   | Greg Van Avermaet (BEL) | 37e                   |
| 102                   | Stan Dewulf (BEL)       | 104e                  |
| 103                   | Pierre Gautherat (FRA)  | 83e                   |
| 104                   | Oliver Naesen (BEL)     | 66e                   |
| 105                   | Antoine Raugel (FRA)    | 90e                   |
| 106                   | Michael Schär (SUI)     | 69e                   |
| 107                   | Damien Touzé (FRA)      | 107e                  |

| TotalEnergies TEN | TotalEnergies TEN          | TotalEnergies TEN |
| ----------------- | -------------------------- | ----------------- |
| Num               | Coureur                    | Pos               |
| 111               | Peter Sagan (SVK) (route)  | AB                |
| 112               | Edvald Boasson Hagen (NOR) | 126e              |
| 113               | Maciej Bodnar (POL)        | AB                |
| 114               | Daniel Oss (ITA)           | AB                |
| 115               | Geoffrey Soupe (FRA)       | 129e              |
| 116               | Anthony Turgis (FRA)       | 74e               |
| 117               | Dries Van Gestel (BEL)     | 18e               |

| Israel-Premier Tech IPT | Israel-Premier Tech IPT      | Israel-Premier Tech IPT |
| ----------------------- | ---------------------------- | ----------------------- |
| Num                     | Coureur                      | Pos                     |
| 121                     | Sep Vanmarcke (BEL)          | 16e                     |
| 122                     | Guillaume Boivin (CAN)       | 45e                     |
| 123                     | Itamar Einhorn (ISR) (route) | 124e                    |
| 124                     | Derek Gee (CAN)              | 135e                    |
| 125                     | Jens Reynders (BEL)          | 119e                    |
| 126                     | Tom Van Asbroeck (BEL)       | 30e                     |
| 127                     | Rick Zabel (GER)             | 64e                     |

| Arkéa-Samsic ARK | Arkéa-Samsic ARK      | Arkéa-Samsic ARK |
| ---------------- | --------------------- | ---------------- |
| Num              | Coureur               | Pos              |
| 131              | Matîs Louvel (FRA)    | 47e              |
| 132              | Jenthe Biermans (BEL) | 51e              |
| 133              | David Dekker (NED)    | 110e             |
| 134              | Hugo Hofstetter (FRA) | 78e              |
| 135              | Daniel McLay (GBR)    | AB               |
| 136              | Luca Mozzato (ITA)    | 21e              |
| 137              | Clément Russo (FRA)   | AB               |

| UAE Team Emirates UAD | UAE Team Emirates UAD      | UAE Team Emirates UAD |
| --------------------- | -------------------------- | --------------------- |
| Num                   | Coureur                    | Pos                   |
| 141                   | Matteo Trentin (ITA)       | 19e                   |
| 142                   | Pascal Ackermann (GER)     | AB                    |
| 143                   | Rui Oliveira (POR)         | 52e                   |
| 144                   | Sjoerd Bax (NED)           | 13e                   |
| 145                   | Mikkel Bjerg (DEN)         | 40e                   |
| 146                   | Ryan Gibbons (RSA)         | 88e                   |
| 147                   | Vegard Stake Laengen (NOR) | 44e                   |

| Cofidis COF | Cofidis COF            | Cofidis COF |
| ----------- | ---------------------- | ----------- |
| Num         | Coureur                | Pos         |
| 151         | Max Walscheid (GER)    | 8e          |
| 152         | Piet Allegaert (BEL)   | AB          |
| 153         | André Carvalho (POR)   | 94e         |
| 154         | Wesley Kreder (NED)    | 61e         |
| 155         | Christophe Noppe (BEL) | 95e         |
| 156         | Alexis Renard (FRA)    | 28e         |
| 157         | Jelle Wallays (BEL)    | 93e         |

| Team Jayco AlUla JAY | Team Jayco AlUla JAY    | Team Jayco AlUla JAY |
| -------------------- | ----------------------- | -------------------- |
| Num                  | Coureur                 | Pos                  |
| 161                  | Zdeněk Štybar (CZE)     | 79e                  |
| 162                  | Alexandre Balmer (SUI)  | 106e                 |
| 163                  | Luke Durbridge (AUS)    | 100e                 |
| 164                  | Kelland O'Brien (AUS)   | AB                   |
| 165                  | Lukas Pöstlberger (AUT) | AB                   |
| 166                  | Elmar Reinders (NED)    | 75e                  |
| 167                  | Campbell Stewart (NZL)  | AB                   |

| Uno-X Pro Cycling Team UXT | Uno-X Pro Cycling Team UXT  | Uno-X Pro Cycling Team UXT |
| -------------------------- | --------------------------- | -------------------------- |
| Num                        | Coureur                     | Pos                        |
| 171                        | Alexander Kristoff (NOR)    | 15e                        |
| 172                        | Louis Bendixen (DEN)        | 98e                        |
| 173                        | Kristoffer Halvorsen (NOR)  | AB                         |
| 174                        | William Blume Levy (DEN)    | 122e                       |
| 175                        | Erik Nordsæter Resell (NOR) | 55e                        |
| 176                        | Rasmus Tiller (NOR) (route) | 46e                        |
| 177                        | Søren Wærenskjold (NOR)     | 22e                        |

| Movistar Team MOV | Movistar Team MOV         | Movistar Team MOV |
| ----------------- | ------------------------- | ----------------- |
| Num               | Coureur                   | Pos               |
| 181               | Iván García Cortina (ESP) | 32e               |
| 182               | Juri Hollmann (GER)       | 82e               |
| 183               | Johan Jacobs (SUI)        | 133e              |
| 184               | Mathias Norsgaard (DEN)   | 65e               |
| 185               | Oier Lazkano (ESP)        | 102e              |
| 186               | Lluís Mas (ESP)           | AB                |
| 187               | Iván Romeo (ESP)          | AB                |

| Intermarché-Circus-Wanty ICW | Intermarché-Circus-Wanty ICW | Intermarché-Circus-Wanty ICW |
| ---------------------------- | ---------------------------- | ---------------------------- |
| Num                          | Coureur                      | Pos                          |
| 191                          | Mike Teunissen (NED)         | 17e                          |
| 192                          | Dries De Pooter (BEL)        | 38e                          |
| 193                          | Julius Johansen (DEN)        | 71e                          |
| 194                          | Madis Mihkels (EST)          | 114e                         |
| 195                          | Baptiste Planckaert (BEL)    | AB                           |
| 196                          | Laurenz Rex (BEL)            | 9e                           |
| 197                          | Gerben Thijssen (BEL)        | 70e                          |

| EF Education-EasyPost EFE | EF Education-EasyPost EFE | EF Education-EasyPost EFE |
| ------------------------- | ------------------------- | ------------------------- |
| Num                       | Coureur                   | Pos                       |
| 201                       | Jens Keukeleire (BEL)     | 62e                       |
| 202                       | Owain Doull (GBR)         | 59e                       |
| 203                       | Jonas Rutsch (GER)        | 33e                       |
| 204                       | Thomas Scully (NZL)       | 101e                      |
| 205                       | James Shaw (GBR)          | AB                        |
| 206                       | Marijn van den Berg (NED) | 72e                       |
| 207                       | Julius van den Berg (NED) | 84e                       |

| Astana Qazaqstan Team AST | Astana Qazaqstan Team AST | Astana Qazaqstan Team AST |
| ------------------------- | ------------------------- | ------------------------- |
| Num                       | Coureur                   | Pos                       |
| 211                       | Gianni Moscon (ITA)       | 36e                       |
| 212                       | Cees Bol (NED)            | 131e                      |
| 213                       | Igor Chzhan (KAZ) (route) | AB                        |
| 214                       | Yevgeniy Fedorov (KAZ)    | 26e                       |
| 215                       | Dmitriy Gruzdev (KAZ)     | 97e                       |
| 216                       | Martin Laas (EST)         | AB                        |
| 217                       | Gleb Syritsa              | 117e                      |

| Q36.5 Pro Cycling Team Q36 | Q36.5 Pro Cycling Team Q36 | Q36.5 Pro Cycling Team Q36 |
| -------------------------- | -------------------------- | -------------------------- |
| Num                        | Coureur                    | Pos                        |
| 221                        | Tom Devriendt (BEL)        | 85e                        |
| 222                        | Jack Bauer (NZL)           | 115e                       |
| 223                        | Filippo Colombo (SUI)      | AB                         |
| 224                        | Tobias Ludvigsson (SWE)    | AB                         |
| 225                        | Matteo Moschetti (ITA)     | AB                         |
| 226                        | Antonio Puppio (ITA)       | 108e                       |
| 227                        | Nickolas Zukowsky (CAN)    | 125e                       |

| Bingoal WB BWB | Bingoal WB BWB                 | Bingoal WB BWB |
| -------------- | ------------------------------ | -------------- |
| Num            | Coureur                        | Pos            |
| 231            | Ludovic Robeet (BEL)           | 99e            |
| 232            | Dorian De Maeght (BEL)         | HD             |
| 233            | Cériel Desal (BEL)             | 120e           |
| 234            | Karl Patrick Lauk (EST)        | HD             |
| 235            | Alexander Salby (DEN)          | AB             |
| 236            | Nathan Vandepitte (FRA)        | 130e           |
| 237            | Guillaume Van Keirsbulck (BEL) | 39e            |

| Team Flanders-Baloise TFB | Team Flanders-Baloise TFB | Team Flanders-Baloise TFB |
| ------------------------- | ------------------------- | ------------------------- |
| Num                       | Coureur                   | Pos                       |
| 241                       | Lindsay De Vylder (BEL)   | AB                        |
| 242                       | Ruben Apers (BEL)         | 81e                       |
| 243                       | Alex Colman (BEL)         | AB                        |
| 244                       | Sander De Pestel (BEL)    | 89e                       |
| 245                       | Gilles De Wilde (BEL)     | 103e                      |
| 246                       | Milan Fretin (BEL)        | 118e                      |
| 247                       | Ward Vanhoof (BEL)        | 113e                      |